# Carmel apostolique
Pour les articles homonymes, voir Carmel.
Le Carmel apostolique est une congrégation religieuse féminine enseignante de spiritualité carmélitaine et de droit pontifical.

## Histoire
Sophie Leeves, fille de pasteur anglican, se convertit au catholicisme et entre peu après, en 1851, dans la congrégation des Sœurs de Saint-Joseph-de-l'Apparition, une congrégation enseignante française fondée en 1832 par Émilie de Vialar. Envoyée en Inde elle y rencontre bientôt le père carme Marie Éphrem Garrelon (1827-1873) (Marie Éphrem du Sacré-Cœur), qui comme d’autres missionnaires en Inde du Sud cherche à promouvoir l’éducation féminine parmi les fidèles catholiques. Dans ce but il projette la fondation d’un ‘Carmel pour les Missions’, et intéresse à son projet Sophie Leeves, alors supérieure du couvent des sœurs de Saint-Joseph à Calicut. 
Attirée par la spiritualité carmélitaine et souhaitant rester missionnaire Sophie Reeves retourne en France pour entrer au carmel de Pau, et y faire son noviciat comme sœur carmélite.  Après sa profession religieuse elle rassemble et forme un groupe de jeunes femmes de diverses nationalités européennes disposées à partir en Inde pour y éduquer la jeunesse féminine. Dès son origine - et sa fondation en 1868 -  l’institut est reconnu comme ‘Tiers-Ordre’ par le supérieur général de l’Ordre du Carmel. Agrégé une première fois à l'Ordre des Carmes déchaux le 5 septembre 1892, il est définitivement rattaché à l'Ordre du Carmel le 10 septembre 1924.
Le 19 novembre 1870, un premier groupe de religieuses arrive à Mangalore, en Inde. Mère Marie-des-Anges (1845-1909), en est la supérieure et maitresse des novices. Le couvent qu’elles occupent à Mangalore est considéré comme ‘maison-mère’ de la congrégation. La communauté des sœurs de Saint-joseph de Kannur (Kerala) passe au Carmel apostolique. Les premiers statuts et constitutions sont approuvés par l’évêque de Mangalore et publiés en 1878 : ce sont les ‘Constitutions of the Order of the glorious Virgin Mary of Mount Carmel adapted to the regular and apostolic Third Order'. (à Mangalore). 
Un grand essor est amorcé sous l’impulsion de la seconde supérieure générale, la mère Saint Louis du Sacré-Cœur (1855-1939), une des premières Indiennes à entrer dans le Carmel apostolique, qui consolide la formation des jeunes recrues et donne une assise juridique à la congrégation. Celle-ci reçoit l’approbation pontificale en 1926. 
De Mangalore le Carmel apostolique, premier institut religieux indien consacré à l’éducation des jeunes filles, essaime dans toutes les régions du pays et au Sri Lanka. Plus tard également au Koweït au Kenya et Bahreïn. L’année de leur centenaire (1970) la congrégation du Carmel Apostolique dirigeait 212 instituts d’enseignement, dont 66 écoles d’enseignement secondaire supérieur, quatre facultés universitaires et quatre école normales, sans compter les pédagogies et autres œuvres socio-caritatives.

## Activités et diffusion
La mission principale de l'institut religieux demeure l’enseignement avec une attention particulière donnée aux classes sociales désavantagées à divers niveaux d'éducation : pré-primaire, primaire, secondaire, universitaire, technique et spécialisée (pour handicapées). 
Plus récemment l’institut s’est engagé dans d’autres services d’Église tel le soin de malades, la réhabilitation sociale des alcooliques et toxicomanes, l’aide sociale et spirituelle aux femmes incarcérées, l’organisation de groupes pour l’émancipation de la femme, et le travail paroissial plus traditionnel (catéchisme et formation à la foi).
Elles sont présentes en :
- Europe : Italie.
- Asie : Inde, Pakistan, Sri Lanka, Koweit, Bahrein.
- Afrique : Kenya

La maison généralice est à Bangalore.
En 2017, la congrégation comptait 1671 sœurs dans 191 maisons.

### Articles liés
- Ordre du Carmel
- Sophie Leeves